# Прорыв дамбы на реке Сейба
Прорыв дамбы на реке Сейба — экологическая катастрофа в Красноярском крае России. Произошла в субботу 19 октября 2019 года на реке Сейбе выше села Щетинкино Курагинского района. Погибли 17 человек, 27 пострадали.

## Катастрофа
19 октября 2019 года в 6:00 часов по местному времени (2:00 по московскому) в районе работ артели «Сисим» холдинга «Сибзолото» прорвало верхнюю дамбу каскада из трёх дамб на реке Сейбе; прорыв повлёк катастрофическое разрушение остальных дамб. По руслу реки прошёл селевой вал высотой 4—5 метров, разрушивший временный посёлок рабочих прииска, находившийся ниже по течению реки. На прииске работало до 100 человек, в ночь трудились около 50. По данным Следственного комитета России, в результате катастрофы погибли 17 человек, 27 пострадали.

## Реакция властей
МЧС начало спасательные и поисковые работы. В посёлке Щетинкино был создан пункт временного размещения пострадавших.
Президент России В. В. Путин поручил предпринять все меры по оказанию помощи пострадавшим, выяснению причин произошедшего, а также недопущения распространения последствий обрушения дамбы на близлежащие населенные пункты.

## Расследование
Следственный комитет края начал расследование, задержаны 3 человека, в том числе директор компании.
Власти края сообщили о «немыслимых нарушениях» при создании дамбы, она не была зарегистрирована.

## Цензура в СМИ
- Выпуск программы Андрея Малахова «Прямой эфир», посвящённый прорыву дамбы, в большинстве регионов России показан не был. Передачу под названием «Золотая лихорадка: о гибели людей знали заранее?» показали только в Сибири и на Дальнем Востоке[9][1].

## Память
21 октября 2019 года объявлен траур в Красноярском крае по погибшим.